# Theater Bielefeld
Das Theater Bielefeld ist ein Mehrspartentheater, das Schauspiel, Musiktheater und Tanz umfasst. Zusammen mit den Bielefelder Philharmonikern bildet es die „Bühnen und Orchester der Stadt Bielefeld“ mit Spielstätten in drei Häusern und einem Gesamtangebot von fast 3200 Plätzen: dem Stadttheater, dem Theater am Alten Markt (TAM) und der Rudolf-Oetker-Halle. Jährlich finden mit über 200.000 Besuchern rund 600 Vorstellungen in allen Sparten statt.

## Geschichte

### Von der ersten Idee bis zur Gründung (1885–1913)

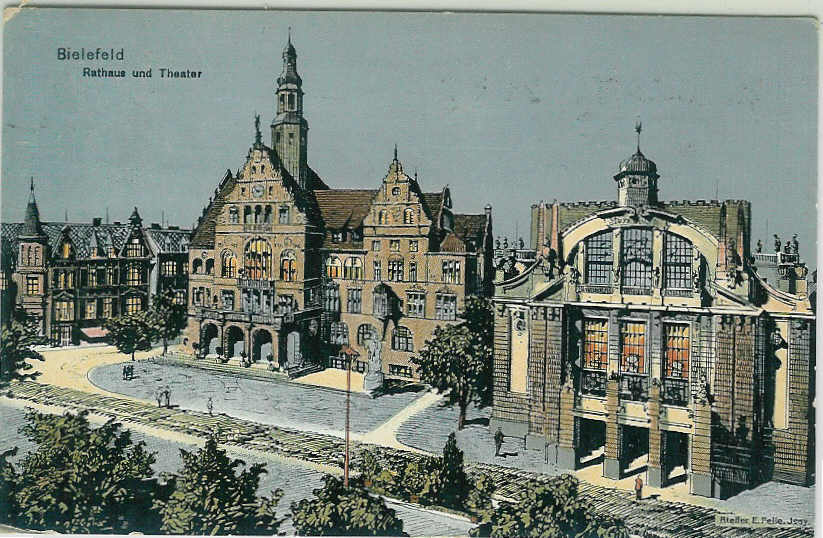
Künstlerkarte von 1910: Links das Rathaus, rechts das Stadttheater am Niederwall

Im Jahr 1885 stiftete die Witwe des Tabakfabrikanten Crüwell 10.000 Mark zum Bau eines Theater- und Konzertsaals. Ein Jahr später hatte sich der Betrag durch weitere Spender verdoppelt. Das Geld wuchs bis Ende der 1880er Jahre auf 43.000 Mark an.
Um die Jahrhundertwende nahm die Planung des Stadttheaters konkrete Gestalt an. 1900 schloss der Theaterdirektor Oscar Lange mit dem Stadtrat einen Vertrag ab, dass gut ein Drittel von den veranschlagten 500.000 Mark Baukosten durch Spenden von Bielefeldern aufgebracht werden mussten, damit das Theater gebaut werden konnte. Die Finanzierung gelang, und die Arbeiten begannen nach einem Entwurf des Berliner Architekten Bernhard Sehring, der bereits das Theater des Westens errichtet hatte. Der Grundstein wurde im Juni 1902 gelegt.
Mit der Jubelouvertüre von Carl Maria von Weber und Schillers Jungfrau von Orleans wurde das Theater am 3. April 1904 eröffnet. Zunächst wurde nur bis zum 8. Mai 1904 gespielt. Die erste komplette Spielzeit begann im September und dauerte bis April, und dieser Rhythmus wurde in den Anfangsjahren fortgeführt. Gezeigt wurden 136 verschiedene Werke, Opern wurden zunächst nur als „Monatsoper“ mit Gastsängern aufgeführt. Norbert Berstl wurde 1906 der Nachfolger von Oskar Lange. Da sich das Theater selbst finanzieren musste, standen vor allem Operetten und Lustspiele auf dem Spielplan.
Nach dem Tod von Norbert Berstl 1913 übernahm sein Sohn Wilhelm die Position des alleinigen Direktors. Unter seiner Leitung wurde neben der überwiegenden Anzahl an Operettenaufführungen auch regelmäßig klassisches Schauspiel gezeigt.

### Das Bielefelder Theater während und nach dem Ersten Weltkrieg (1914–1932)
Während des Ersten Weltkrieges blieb das Stadttheater bis auf wenige Gastspiele geschlossen. Wilhelm Berstl wurde eingezogen und Max Cahnbley (1876–1959) trat seine Nachfolge an.
Im Mai 1918 übernahm die Stadt Bielefeld das Theater und eröffnete ein „städtisches Regietheater“. Damit wurde das Stadttheater erstmals öffentlich subventioniert. Es konnte mehr Wert auf künstlerische Qualität und auf ein festes Ensemble gelegt werden. Musikalischer Direktor blieb Cahnbley, Schauspieldirektor wurde Richard Starnburg. Der Direktor schloss eine Kooperation mit Minden und Herford ab. Im September eröffnete das Theater in der Sparte Musiktheater mit Mozarts „Zauberflöte“ und im Schauspiel mit Goethes Iphigenie. Darüber hinaus übernahm die Stadt 1919 auch das Orchester mit 44 Mitgliedern, wodurch Opern in den laufenden Spielplan integriert wurden.
Im Jahr 1921 hatte das Theater die erste finanzielle Krise. Laut der Westfälischen Zeitung vom 20. Januar 1921 sollte die Stadt eine hohe Zuschusssumme zahlen, womit der Theaterrat ausgeglichen werden sollte. Die Stadt entschied sich gegen eine erneute Verpachtung und stattdessen für die Einsparung der Stelle des Schauspieldirektors, wodurch Max Cahnbley allein verantwortlicher Intendant wurde.
Trotz der finanziellen Sorgen begann unter Cahnbleys Leitung eine fruchtbare Zeit. Cahnbley war es ebenfalls anzurechnen, dass es ab der Spielzeit 1925/1926 ganzjährige Verträge für die Mitarbeiter gab, was sowohl für das Publikum, als auch für die Künstler von Vorteil war. In der Spielzeit 1925/1926 kam das Gebäude Brunnenstraße 3 zum Theater hinzu. Damit hatte das Theater unter anderem endlich eine Probebühne und einen Chorsaal.
1926 beschloss die Stadt, das Theater in eine GmbH umzuwandeln, um weniger Zuschüsse zahlen zu müssen. Das Stadttheater feierte 1929 sein 25-jähriges Jubiläum, doch die Freude hielt nicht lange an, da man erneut aus finanziellen Gründen um den Erhalt der Institution bangen musste. Obwohl die Künstler 1932 auf einen Teil ihrer Gage verzichteten und die Löhne der Bühnenarbeiter gesenkt wurden, blieb das Theater im Defizit und es kam zu einer weiteren Finanzkrise.

### Zeit im Nationalsozialismus und der Zweite Weltkrieg (1933–1945)
Nach der Machtergreifung der Nationalsozialisten wurde Max Cahnbley am 19. April 1933 während einer Probe fristlos gekündigt. Ihm wurde vorgeworfen zu viele „Nicht-Arier“ beschäftigt zu haben. Neuer Intendant wurde der Opernsänger Leon Geer, ein Mitglied der NSDAP und Kulturfunktionär seit 1931. Die klassischen Dramen verschwanden unter seiner Intendanz nach und nach vom Spielplan. Die GmbH wurde am 16. Mai aufgelöst und das Theater war wieder ein städtisches Unternehmen. Ab 1936 wurde unter der Intendanz von Alfred Kruchen wieder mehr Wert auf das Sprechtheater gelegt. Kruchen war 1932 dem „Kampfbund für deutsche Kultur“ und 1933 der NSDAP beigetreten und hatte ab März 1940 die Position eines Landesleiters der „Reichstheaterkammer“.
1937 wurden der Zuschauerraum und die Bühne umgebaut. Zudem kamen weitere Räumlichkeiten in der Brunnenstraße 5 hinzu. Der Umbau des Stadttheaters dauerte von Juni bis September. Am 25. September wurde es mit einer Festaufführung von Goethes Faust wiedereröffnet. Ab 1939, mit Ausbruch des Zweiten Weltkrieges, war das Stadttheater offiziell im „Kriegseinsatz“, sprich, es wurden geschlossene Vorstellungen für die Wehrmacht gezeigt.
Auf Anweisung des Reichsministeriums für Volksaufklärung und Propaganda wurden ab dem 1. September 1944 sämtliche Theater, Varietés und Kabaretts geschlossen. Auf einen Teil der Bielefelder Mitarbeiter wartete jedoch Ende Dezember ein Sonderauftrag: „schanzende Volksgenossen mit künstlerischen Vorträgen zu erfreuen“. Nach Kriegsende erwies sich der Neubeginn als überaus schwierig. Das Gebäude war während des Krieges beschädigt worden und die Stadt ließ die Verträge der Schauspieler zum 31. Juli 1945 auslaufen. Zudem verhängten die britischen Alliierten ein generelles Schauspielverbot. Lediglich Konzerte, Opern und Ballett waren erlaubt.

### Wiederaufbau des Hauses (1946–1969)
Alfred Kruchen wurde im Juli 1945 von der britischen Militärregierung entlassen. Für die Leitung des Stadttheaters gab es kommissarische Verantwortliche: Der Musikdirektor Hans Hoffmann wurde für das Theater eingesetzt. Da Hoffmann diesen Posten jedoch nicht dauerhaft behalten wollte, wurde der Sänger und Spielleiter Georg Goll bis Juni 1946 kommissarischer Intendant des Theaters.
Theaterleute gründeten im Herbst 1946 die „Notgemeinschaft der Bielefelder Bühnenschaffenden“ und kümmerten sich um den Aufbau des Stadttheaters. Die Stadt stellte das Orchester und die beiden Gebäude – Stadttheater und Rudolf-Oetker-Halle – zur Verfügung, das finanzielle Risiko trugen die Künstler. Jedem Künstler konnte mit einer Frist von 14 Tagen gekündigt und bei Einnahmeausfällen das Gehalt gekürzt werden. Am 14. Oktober wurde in der Rudolf-Oetker-Halle Fidelio gezeigt. Die Aufführungen waren sehr erfolgreich, woraufhin die Notgemeinschaft wieder schwarze Zahlen schrieb. Ab Dezember gab es finanzielle Unterstützung seitens der Stadt, und das Stadttheater wurde mit Mozarts Zauberflöte am 1. Dezember 1946 wiedereröffnet.
Hermann Schaffner wurde am 26. Juni 1947 neuer Intendant und Benno Hattesen in der Spielzeit 1947/1948 Oberspielleiter. Schaffner setzte neue Akzente im Schauspiel, welches dadurch auch überregional bekannt wurde. 1950 wurde das Theater am Alten Mark als neue Spielstätte, im ehemaligen Rathaus, eröffnet. Durch das TAM bekam das Schauspiel eine eigene Spielstätte in Bielefeld.
Der Rat der Stadt beschloss im Januar 1950, trotz einer weiteren Finanzkrise das Theater in allen Sparten zu erhalten. Auf Anregung von Oberbürgermeister Ladebeck wurde am 18. Januar 1951 die Gesellschaft der Theater- und Konzertfreunde gegründet. Im darauffolgenden Jahr wurde Bernhard Conz neuer Städtischer Musikdirektor, wodurch die glanzvolle „Ära Conz“ begann: Unter anderem vergrößerte er das Orchester und setzte sich für die Aufführung moderner Werke ein. Zudem wurde ein neuer Orchesterprobenraum eingerichtet. Hermann Schaffner wechselte 1953 als Intendant an das Staatstheater Kassel, woraufhin Herbert Decker sein Nachfolger wurde, der das Haus bis 1958 leitete. Decker legte Wert auf die Pflege von Opern und auf modernes Musiktheater. Das Stadttheater feierte 1954 sein 50-jähriges Jubiläum mit den Stücken Die Jungfrau von Orleans und Die Meistersinger von Nürnberg. Joachim Klaiber wurde 1958/59 neuer Intendant.
Mit Kiss me, Kate wurde im Mai 1959 das erste Musical im Bielefelder Stadttheater gegeben. Am 19. November 1960 eröffnete im Keller des Theater am Alten Marktes mit ca. 100 Plätzen das „Studio Theater“, welches zum Gegenpol des „gängigen“ Schauspiels wurde. Es bestand zehn Spielzeiten. Joachim Klaiber wechselte nach Kiel. Ihm folgte von 1963/64 bis 1970 Horst Alexander Stelter, der zuvor Intendant in Pforzheim war.

### Aufstieg des Theaters (1970–2003)
1970 wurde Hans-Walter Deppisch neuer Intendant. Im Februar 1971 begann ein Theaterskandal in Bielefeld mit Streitereien zwischen dem Persönlichen Referenten des Intendanten Artur Gracian und der Bühnentechnik. Intendant Deppisch stellte sich hinter Gracian und die Krise gipfelte schließlich darin, dass Deppisch und die Stadt Bielefeld im April den Vertrag im beiderseitigen Einvernehmen auflösten. Die kommissarische Leitung des Theaters übernahm daraufhin Generalmusikdirektor Bernhard Conz für zwei Spielzeiten. Das Stadttheater war, aufgrund von Renovierungsarbeiten, ab April geschlossen. Stattdessen fanden die Aufführungen des Schauspiels im TAM, in der Rudolf-Oetker-Halle und im Stadttheater Herford statt. Das Stadttheater wurde am 14. November 1971 mit Verdis Othello wiedereröffnet. Peter Ebert, vorher Intendant in Augsburg, übernahm 1973/74 für zwei Spielzeiten die Leitung des Bielefelder Theaters.
Georg-Wilhelm Schmöhe wurde 1974/75 neuer Generalmusikdirektor und initiierte unter anderem Kinder- und Jugendkonzerte. Die Intendanz von Heiner Bruns begann in der Spielzeit 1975/76. Während dieser Zeit erlangte das Theater Bielefeld im Bereich des Musiktheaters einen überregionalen Ruf. Regisseur John Dew kam 1978 zunächst als Gast nach Bielefeld und wurde nach drei Jahren Oberspielleiter. 15 Jahre lang prägte Dew gemeinsam mit dem Bühnenbildner Gottfried Pilz und dem Dramaturgen Alexander Gruber mit seinen Inszenierungen das Bielefelder Musiktheater. Das Theater erwarb sich dadurch einen überregionalen und internationalen Ruf. John Dew wechselte 1995 als Intendant nach Dortmund.
Zum 75-jährigen Jubiläum des Stadttheaters wurde die Fassade wieder in ihren ursprünglichen Zustand versetzt, da vor allem der Balkon fehlte, der vom Foyer im 1. Rang aus begehbar war.
1992 wurde das Dürkopp-Gebäude in der Brunnenstraße Teil des Theaters: Ein Orchesterprobenraum, zwei Probebühnen (eine davon mit Drehbühne), Kulissen- und Requisitenlager, Werkstätten, Kostümfundus und die Schneiderei zogen hier ein.
Erneute Sparmaßnahmen erzwangen die Reduzierung von Theaterpersonal. Trotzdem eröffnete am 1. Oktober 1994 als kleinste Spielstätte des Bielefelder Theaters das TAMoben. Neue Intendantin wurde Regula Gerber in der Spielzeit 1998/1999. Sie setzten mit ihrem Spielplan Schwerpunkte auf zeitgenössisches Musiktheater und Schauspiel. Neuer Generalmusikdirektor der Bielefelder Philharmoniker war Peter Kuhn, Ballettdirektor wurde der Brite Philip Lansdale, Oberspielleiter des Musiktheaters Gregor Horres. Im Jahr 2000 kam Michael Heicks als Schauspieldirektor an das Theater.
Der Spielbetrieb war nur unter strengen Sicherheitsauflagen möglich. Bei der Bühnentechnik gab es Mängel und es konnte nur das Nötigste repariert werden. Premieren mussten verschoben werden und Vorstellungen fielen aus.

### Umbau (2004–2006)
Nachdem 2001 die Theaterstiftung Bielefeld gegründet worden war, übertrug ihr die Stadt im Jahr 2004 das Eigentum am Stadttheater-Gebäude. Damit verpflichtete sie die Stiftung, das denkmalgeschützte Haus zu renovieren und es anschließend wieder dem Spielbetrieb zur Verfügung zu stellen. Die Kosten für die Sanierung wurden mit 23 Millionen Euro angesetzt, die durch die Stadtwerke, die Sparkasse, die Stadt Bielefeld und Spenden aufgebracht wurden. Am 3. April 2004 feierte das Stadttheater mit einem dreitägigen Festprogramm seinen 100. Geburtstag. Die Theatersaison 2003/2004 klang mit einem Abschlussfest aus. Im Anschluss wurden die Lichter des Stadttheaters aufgrund der Sanierungsarbeiten für die nächsten zwei Jahre gelöscht.
Im September 2004 begannen die Bauarbeiten; verantwortlich für die Renovierung waren die Architektenbüros Beneke und Daberto aus München. Während der zweijährigen Bauphase bespielte das Theater Bielefeld neben dem Theater am Alten Markt, die Rudolf-Oetker-Halle und das Theaterlabor. Bei der Renovierung wurde besonders viel Wert auf die Neugestaltung der Bühne und des Theatersaals gelegt, so dass optimale Bedingungen für die Zuschauer und den Spielbetrieb geschaffen wurden. Außerdem wurde der Orchestergraben vergrößert, ein neues Foyer geschaffen, eine Brücke zum Dürkopp-Gebäude gebaut und ein Anbau im Innenhof des Rathauses errichtet, wodurch neue Anlieferungsstellen, ein Tanzsaal und eine Schlosserei entstanden. Ab Mai 2006 bezogen die Bühnen und Orchester der Stadt Bielefeld Schritt für Schritt wieder das Gebäude.

### Wiedereröffnung (2006–2013)
Im Jahr 2005 wechselte Schauspieldirektor Michael Heicks in die Intendanz des Hauses. Einer seiner Schwerpunkte liegt auf der Förderung zeitgenössischer Stücke.
Am 15. September 2006 fand mit einem Theaterfest und einem Tag der offenen Tür die festliche Wiedereröffnung statt, bei der sich alle Theaterfreunde von der gelungenen Sanierung überzeugen konnten. Michael Heicks eröffnete so die erste Spielzeit seiner Intendanz.
Mit dem Chefchoreografen Gregor Zöllig kam 2005 (bis 2014) erstmals zeitgenössisches Tanztheater nach Bielefeld. Mit der Premiere von Zeitsprung – Vier Generationen tanzen Vier Jahreszeiten startete im Mai 2007 eine Tanzprojektreihe, in der die Tänzer des Tanztheaters Bielefeld gemeinsam mit Amateuren eine Choreografie erarbeiteten. Seitdem sind Zeitsprung sowie die Nachfolgeprojekte PHASE und Schrittmacher fester Bestandteil des Spielplans und begeistert immer wieder Beteiligte wie auch Besucher.
Das Theater Bielefeld bietet seit 2009, als eines der ersten Theater in Deutschland, Audiodeskriptionen für sehbehinderte und blinde Besucher an. Der Nachfolger von Generalmusikdirektor Peter Kuhn, der zwölf Jahre am Theater Bielefeld zuständig war, wurde im Jahr 2009 Alexander Kalajdzic, der bis heute am Theater tätig ist.
Unter dem Titel Zeitsprung – RISK entstand in der Spielzeit 2012/2013 erstmals ein gemeinsames Stück mit der Theaterwerkstatt Bethel. Tanzvermittlerin Kerstin Tölle und der Chefchoreograf Gregor Zöllig stellten außerdem im Juni 2013 das Bielefelder Modell beim Kongress Kinder zum Olymp! vor.
Im Juni 2013 fand zum zweiten Mal das NRW-Theatertreffen in Bielefeld statt, wobei erstmals auch der Tanz im Fokus stand. Das Festival zeigte insgesamt 17 neue Theater- und Tanzinszenierungen aus verschiedenen Städten.

### Das Theater seit 2014
Im März 2015 feierte das Tanztheater Bielefeld unter der Leitung von Gregor Zöllig sein zehnjähriges Jubiläum mit einem Fest mit Freunden. Zöllig wechselte in der darauf folgenden Spielzeit an das Staatstheater Braunschweig. Sein Nachfolger wurde der Choreograf Simone Sandroni (bis 2022).
In der Spielzeit 2015/16 fuhr die theaterpädagogische Arbeit unter dem Namen jungplusX einen Rekord ein: Erstmals wurden rund 10.000 Schülerkarten verkauft. Das pädagogische Angebot umfasst u. a. die Schulpartnerschaften, produktionsbegleitende Workshops, verschiedene Theaterclubs oder auch die Kinderkonzerte. Der Kinder- und Jugendchor erhielt unter neuer Leitung einen anderen Namen: die JunOs, eine Abkürzung für Junge OpernSänger.
Die Kulturstiftung des Bundes förderte 2015 im Fonds Doppelpass das interdisziplinäre Kunst- und Forschungsprojekt STOFF, eine Kooperation zwischen dem Theater Bielefeld und dem Künstler Kollektiv recherchepool, die eine zweijährige internationale Recherche rund um die Themen Textilproduktion und Mode beinhaltet. Bis zur Spielzeit 2017/18 wurden aus dem zusammengetragenen Materialfundus mehrere spartenübergreifende Theaterproduktionen verwirklicht. Außerdem engagierte sich das Theater Bielefeld aktiv für die Integration von Flüchtlingen und realisierte zahlreiche Angebote und Projekte zu deren Unterstützung, u. a. werden kostenlose Stückeinführungen und Eintrittskarten sowie gemeinschaftliche Theater-Workshops angeboten.
Das Theater als Ort einer lebendigen Diskussionskultur erlebten die Zuschauer in Ferdinand von Schirachs erstem Theaterstück Terror.
Das Theater Bielefeld brachte in der Spielzeit 2016/2017 mit Programmen wie der Reihe FORMATE oder Oper meets Rap neue Dimensionen in das Theater: Unter anderem überwanden die Bielefelder Philharmoniker mithilfe von verschiedenen Acts aus der Rapszene die Grenzen zwischen zwei getrennten musikalischen Genres.
Außerdem wurde das Tanzvermittlungsprojekt Zeitsprung des Theaters Bielefeld nach 22 Projekten unter dem neuen Namen PHASE weitergeführt, ab 2017 dann unter dem Titel Schrittmacher. Seit 2018 gehört die Rudolf-Oetker-Halle als drittes Haus zu den Bühnen und Orchester der Stadt Bielefeld. Als erstes Projekt des Theaters wurde im neu gestalteten Foyer des Konzerthauses die Langzeitlesung Eine deutsche Revolution November 1918 von Alfred Döblin szenisch umgesetzt.
In der Spielzeit 2018/19 entwickelte das Schauspielensemble des Theaters Bielefeld nebst Assistentinnen und Souffleusen in einem basisdemokratischen Prozess das Stück PReVolution. Im Mai 2019 (bis 2023) wurde eine Agentin für Diversität eingestellt, gefördert vom 360°-Programm der Kulturstiftung des Bundes, um das Haus kontinuierlich für mehr kulturellen Vielfalt zu öffnen.
In der Spielzeit 2019/20 entwickelt das Theater Bielefeld mit dem Bielefelder Studio ein spartenübergreifendes Konzept für junge Künstlerinnen und Künstler, gefördert vom Ministerium für Kultur und Wissenschaft des Landes Nordrhein-Westfalen in Zusammenarbeit mit dem NRW KULTURsekretariat. Nadja Loschky übernimmt die künstlerische Leitung des Musiktheaters von Sabine Schweitzer. Jón Philipp von Linden wird künstlerischer Leiter für den Bereich Musical. Dariusch Yazdkhasti wird 2021 als Nachfolger von Christian Schlüter Schauspieldirektor.
Anlässlich der Uraufführung der Oper Berlin Alexanderplatz entsteht in der Spielzeit 2022/23 für WDR/ARTE ein aufwendig gedrehter Dokumentarfilm. Berlin Alexanderplatz ist Gewinner der Kategorie Spartenübergreifende Formate in der Saisonbilanz des Fachmagazins Die deutsche Bühne.
Die Bühnen und Orchester Bielefeld erhalten 2023 erneut Fördermittel aus dem »Neue Wege«-Programm der Landesregierung NRW, um das spartenübergreifende Arbeiten auszubauen. Das Bielefelder Studio kann nun um drei Artists in Residence – eine Autorin/einen Autor, eine Komponistin/einen Komponisten und eine Medienkünstlerin/einen Medienkünstler – erweitert werden.

## Leitung
Die drei Sparten – Musiktheater, Tanz und Schauspiel – sowie das Orchester und das Konzerthaus stehen mit Stand von August 2023 unter der Leitung von Michael Heicks, welcher jedoch mit Ende der Spielzeit 2024/25 seinen Posten aufgibt, und Nadja Loschky (Intendanz) und Stefanie Niedermeier (Verwaltungsdirektorin). Zum Leitungsteam gehören die Sparten-Verantwortlichen Michael Mund (Operndirektor), Felix Landerer (Künstlerischer Leiter und Chefchoreograf), Dariusch Yazdkhasti (Schauspieldirektor) und Alexander Kalajdzic (Generalmusikdirektor).

## Intendanz
- Oskar Lange (1904–1906)
- Norbert Berstl (1906–1913)
- Wilhelm Berstl (1913–1914)
- Max Cahnbley (1914–1933)
- Leon Geer (1933–1936)
- Alfred Kruchen (1936–1945)
- Georg Goll (1945–1946)
- Hermann Schaffner (1946–1953)
- Herbert Decker (1953–1958)
- Joachim Klaiber (1958–1963)
- Horst Alexander Stelter (1963–1970)
- Hans-Walter Deppisch (1970–1973)
- Peter Ebert (1973–1975)
- Heiner Bruns (1975–1998)
- Regula Gerber (1998–2005)
- Michael Heicks (2005–2023)
- Michael Heicks und Nadja Loschky (seit 2023)

## Spielstätten

### Stadttheater

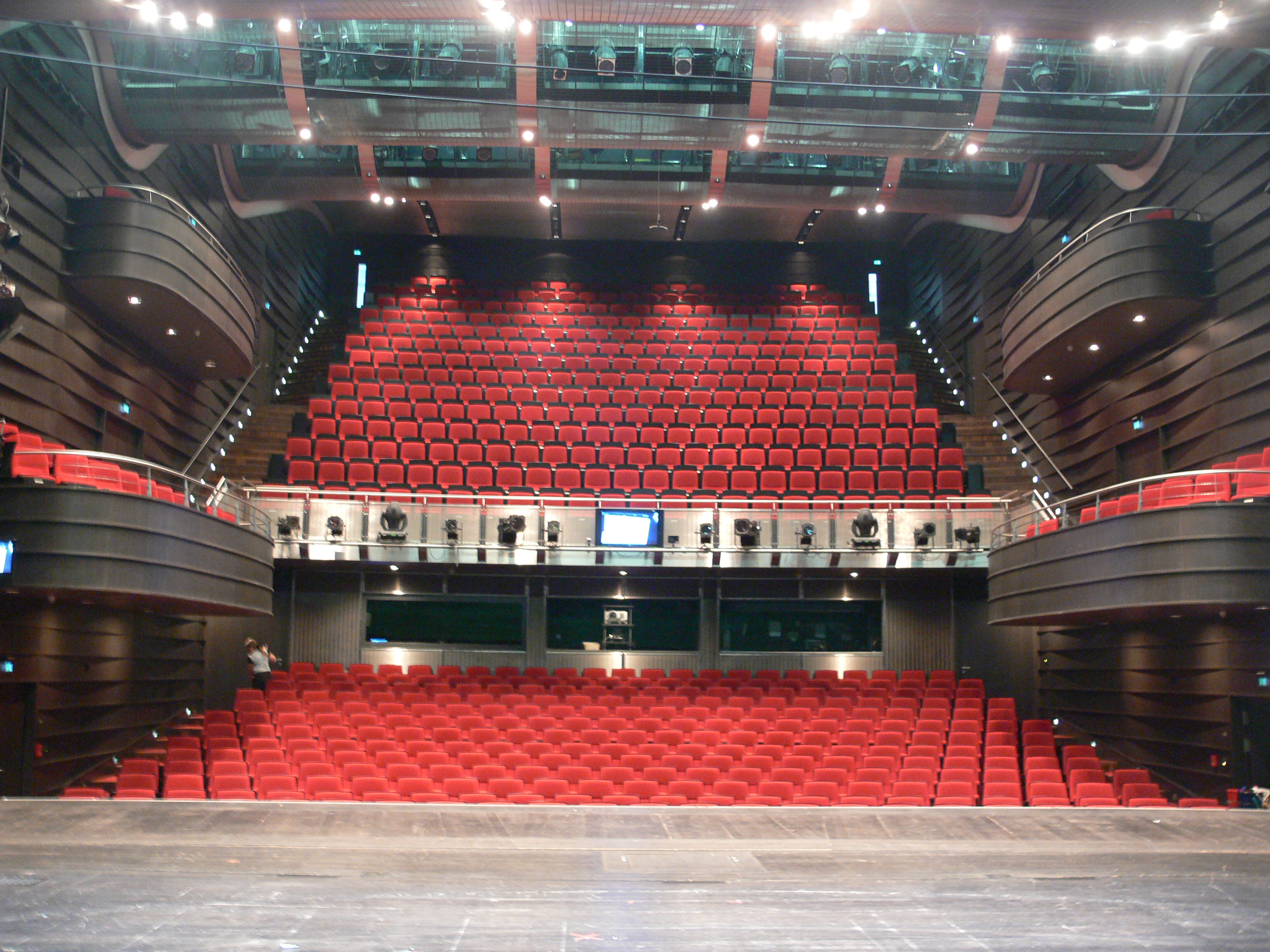
Zuschauerraum des Stadttheaters am Niederwall

Das Stadttheater (Am Niederwall 27, 33602 Bielefeld), das erste Haus der Bühnen und Orchester der Stadt Bielefeld, liegt in der Bielefelder Innenstadt direkt zwischen dem alten Rathaus und dem Dürkopp-Gebäude. Durch die zentrale Lage im Kern Bielefelds befindet es sich direkt vor der Stadtbahnhaltestelle Rathaus und in unmittelbarer Nähe zum Jahnplatz und zur Bielefelder Altstadt.
1899 wurde nach dem Umzug des Städtischen Krankenhauses ein Gebäude am Niederwall frei. Nachdem die Stadt auch die zwei Nachbarsgebäude erworben hatte, war der Zusammenschluss von Theater und Rathaus im Gespräch. 1900 entschieden sich die Stadtverordneten für einen Zusammenschluss. Das Stadttheater und das Rathaus sollten direkt nebeneinander, mit den Fassaden der Häuser in Richtung Niederwall, gebaut werden. Am 1. April 1902 legten der Architekt Bernhard Sehring und der Stadtbaurat Ritscher den Grundstein für den Bau eines Stadttheaters. Das Bielefelder Theater ist ein Beispiel für den undogmatischen Historismus des späten 19. Jahrhunderts, der an die Architektur der Renaissance angelehnt ist und sowohl am Theater als auch am Rathaus zu erkennen ist. Allerdings dominiert das Rathaus gegenüber dem Theater insbesondere wegen der Größenunterschiede der Gebäude. Sehring legte beim Bau viel Wert darauf, Zuschauer und Bühnenhaus architektonisch klar voneinander zu trennen. Das Theater hat eine breitflächige Fassade zum Niederwall, welche komplett symmetrisch angelegt ist und aus einem Wechsel von Naturstein, Putz und Glasflächen besteht. In der Mitte ist ein dreiachsiger Vorbau mit Balkon zu erkennen, der die Grundlage für den Mittelrisalit gibt und in den drei Fensterbahnen der oberen Geschosse fortgeführt wird. Dieses wird von Doppellisenen mit Sprenggiebeln umrahmt.
Das Dach hat die Form eines Bogens, der zu den Seiten hin fast komplett waagerecht ausläuft. Am Bogenscheitel entsteht über den Giebelfenstern eine Fläche, wo zwei gegenläufige Gebälkstücke zu sehen sind, wodurch eine Überdachung für die Inschrift „Stadt-Theater“ entsteht. An der Spitze erhebt sich ein sechseckiger Dachreiter. Hinter dem Zuschauerbereich erstreckt sich das sogenannte Bühnenhaus, für das Sehring Formen der mittelalterlichen Architektur wählte. Dieses verläuft parallel zur Theaterfassade und bildet eine Art Querriegel, aus glatten mehrgeschossigen Putzwänden. Die Fassade und das Äußere des Stadttheaters haben sich seit dem Bau kaum verändert. Der Vorbau mit Balkon wurde während des Zweiten Weltkrieges beschädigt, allerdings zum 75-jährigen Jubiläum des Stadttheaters wieder restauriert.
Im Gegensatz dazu hat sich die Innenarchitektur über die Jahre stark verändert. Ursprünglich trat man in das Vestibül und kam über die seitlichen Treppen in das große lichtdurchflutete Foyer der 1. Etage. Das Innere des Zuschauerhauses bestand größtenteils aus weißen Putzwänden mit goldenen Verzierungen. Der Zuschauerraum setzte sich aus einem leicht ansteigenden Parkett und zwei Rängen zusammen. Die Logen lagen an den Seiten des Saals. Sehring arbeitete im Inneren hauptsächlich mit Materialien wie Stuck, Gips, Stoff und Leder, wobei er als besonderes Element einen Sternenhimmel als Decke einsetzte. Der Zuschauersaal besaß zu der Zeit ein Fassungsvermögen von 933 Plätzen. Die erste Renovierung fand 1937 statt, bei der der Sternenhimmel, der Vorhang, die Bestuhlung und besonders die Technik verändert und auf den neuesten Stand gebracht wurden.
Das Stadttheater wurde von 2004 bis 2006 saniert, wegen einer notwendigen Grunderneuerung des Zuschauerraumes und der Bühne. Die Grundstruktur Sehrings sollte trotzdem erhalten bleiben. Die Eingangshalle ist aus Denkmalschutzgründen weiterhin im Stil der 50er Jahre erhalten. Dort sind die Abendkasse, eine neue Thekenanlage sowie die Treppen in das 3. Obergeschoss zu finden. Die kleine Spielstätte des Stadttheaters, das Loft, ist über die Eingangshalle zu erreichen und befindet sich im Kopfbau des Stadttheaters. Hier haben maximal 55 Zuschauer Platz. Im großen Foyer im 1. Obergeschoss wurden eine neue Theke und neue Sitzmöglichkeiten geschaffen. Am ehemaligen Übergang zum Rathaus befindet sich eine Theaterlounge für besondere Veranstaltungen mit einer weiteren Bar. Der Zuschauerraum setzt sich aus einem steileren Parkett und nur noch einem Rang, mit einer maximalen Anzahl von 725 Sitzplätzen, davon 6 Rollstuhlplätze, zusammen. Die Decke besteht aus einer offenen, transparenten Metallgitterverkleidung, wodurch eine neutrale Raumhülle entsteht, die durch die dunklen Wandverkleidungen intensiviert wird. Dadurch wurde eine Verbesserung der Akustik und Sichtbeziehungen sowie zusätzliche szenische Beleuchtungsmöglichkeiten geschaffen. Der Orchestergraben wurde vergrößert und kann in mehrfach abgestuften Nutzungsmöglichkeiten verwendet werden.
Außerdem gab es noch weitere Renovierungen, die für die Zuschauer nicht sichtbar sind, aber den Theateralltag für die Mitarbeiter erleichtern. U.a. der Bau einer Brücke zur Verbindung der zwei Gebäude in der Brunnenstraße, die Neustrukturierung der Werkstätten und der Bau eines Tanzsaales auf der hinteren Seite des Theaters, wo sich auch die neue Anlieferung befindet. Durch den Umbau wurde ein funktionales Haus für die Mitarbeiter und Darsteller geschaffen, welches aber trotzdem gerne von dem Publikum besucht wird.

### Theater am Alten Markt

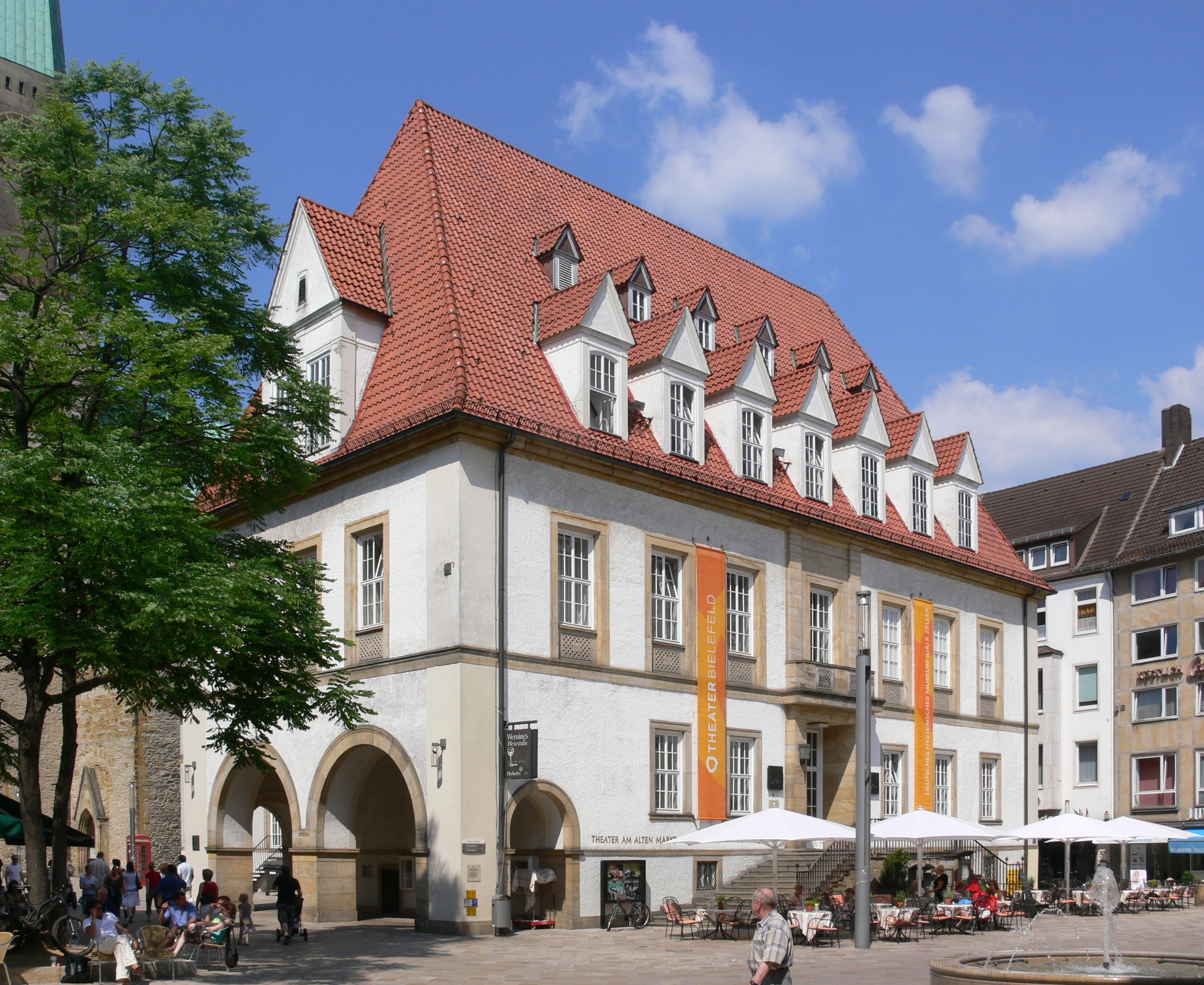
Theater am Alten Markt (TAM)

Das Theater am Alten Markt (TAM, Alter Markt 1, 33602 Bielefeld), das zweite Haus der Bühnen und Orchester der Stadt Bielefeld, liegt in der Bielefelder Altstadt an dem Platz Alter Markt. Das TAM und das Stadttheater liegen in unmittelbarer Nähe zueinander und sind nicht einmal 5 Min. zu Fuß voneinander entfernt.
Die heutigen Spielstätten im TAM dienten bis 1904 als Bielefelder Rathaus, und die Geschichte des Gebäudes geht bis ins 14. Jahrhundert zurück. Leider geben die Überlieferungen keine genauen Angaben über die Grundsteinlegung des Hauses. Im Zweiten Weltkrieg zerstörten Luftangriffe fast das gesamte Gebäude bis auf die Kellergewölbe. Ab 1945 wurde es im modernisierten Stil der 40er Jahre wieder aufgebaut. Den von der Stadt und der Militärregierung ausgeschriebenen Wettbewerb gewannen die Hamburger Architekten Dipl.–Ing. Nissen und Fischer, die für die Planung, Architektur und den Bau zuständig waren.
Die Kellergewölbe mit den sechs Wappenschlusssteinen wurden erhalten und der Rest des Gebäudes modernisiert. Das Theater am Alten Markt besteht mit seiner Fassade zum Alten Markt aus mehrstöckigen Putzwänden mit aus Stein umrahmten Fensterfronten. Das Dach, welches das zweite Obergeschoss des Gebäudes darstellt, besteht aus rot/orangen Dachziegeln. Im freien Giebel sind mehrere Dachgauben zu erkennen, die zur Vergrößerung und Beleuchtung des Rauminneren dienen. An den Seiten des Gebäudes liegen jeweils Dreiecksgiebel. Das Erdgeschoss ist leicht erhöht und über zwei seitlich zur Mitte hin laufenden Treppen zu erreichen. Der Eingang erstreckt sich innerhalb einer vertikal bis zum Giebel verlaufenden Steinverkleidung, die durch einen kleinen Balkon im 1. Obergeschoss hervorgehoben wird. Das Gebäude besitzt drei Spielstätten: das Theater am Alten Markt mit einer maximalen Anzahl von 306 Sitzplätzen, davon 4 für Rollstühle. Das TAMZWEI, im 1. Obergeschoss mit maximal 55 Sitzplätzen und das TAMDREI im 2. Obergeschoss mit maximal 60 Sitzplätzen.

### Rudolf-Oetker-Halle
Das Konzerthaus ist seit 2018 das dritte der Bühnen der Stadt Bielefeld und besitzt drei Veranstaltungsräume.

## Gastspiele und Auszeichnungen seit 2006
- 2006/2007: Heul doch, Kinder- und Jugendtheatertreffen Nordrhein-Westfalen
- 2007/2008: Kamikaze Picture, Kinder- und Jugendtheatertreffen Nordrhein-Westfalen
- 2008/2009: Bagdad Brennt, Kinder- und Jugendtheatertreffen Nordrhein-Westfalen
- 2009/2010: Kleiner Mann – was nun? 21. Bundestreffen der Theaterjugendclubs
- 2010: For ever Art? (Andy Warhol-Abend), 4. Undergroundzero festival New York
- 2010: Clavigo, NRW Theatertreffen
- 2011: Tom Peuckerts Inszenierung Gedächtnisambulanz. Eine Revue wurde von den Lesern von Nachtkritik.de auf dem virtuellen Theatertreffen 2012 unter die zehn wichtigsten Inszenierungen des Jahres 2011 gewählt.[41][42]
- 2011 Der Geizige, NRW-Theatertreffen
- 2011/2012: My Hotel Paradise (Choreografie Gregor Zöllig) eröffnete das Tanzfestival OPEN STAGE in Tarnowskie Góry, Polen.
- 2011/2012: Käthe Hermann (von Anne Lepper), Mülheimer Theatertage und Deutsches Theater (Berlin)
- 2012: Unfun (von Matias Faldbakken), NRW Theatertreffen
- 2011/2012: Die letzten goldenen Jahre, 1. NRW Seniorentheatertreffen WILDWest Gelsenkirchen
- 2012/2013: Herbstzeitlose, Tanz- und Theaterfestival Euro-scene Leipzig
- 2012/2013: Demut vor deinen Taten Baby (von Laura Naumann), Heidelberger Stückemarkt; Radikal Jung Festival München; die Inszenierung von Babett Grube gewinnt in München den Publikumspreis.[43]
- 2012/2013: Gelber Mond – Die Ballade von Leila und Lee, 20. Kinder- und Jugendtheatertreffen Westwind Bonn
- 2012/2013: Parallele Welten – Die Insel, Theatertreffen der Jugend Berlin
- 2013/2014: Die Durstigen (von Wajdi Mouawad) gewinnt beim Kinder- und Jugendtheatertreffen Westwind den Publikumspreis.
- 2013/2014: Minna von Barnhelm, NRW-Theatertreffen
- 2013/2014: Tom Traubert’s Blues, Nao Performing Festival Mailand
- 2014/2015: Die Leiden des jungen Werthers und Der Hals der Giraffe, Internationales Theater Kingfestival Nowgorod
- 2014/2015: Madama Butterfly (Inszenierung Nadja Loschkys) und Xerxes (Inszenierung Maximilian von Mayenburg) werden für den Regie-Nachwuchspreis 2015 der Götz-Friedrich-Stiftung nominiert.
- 2015/2016: Die glorreichen Sechs (Koproduktion des Theaters Bielefeld und des Theaters Marabu aus Bonn) eröffnet das Seniorentheatertreffen WILDwest in Gelsenkirchen.
- 2015/2016: Parallele Welten – Ehrlos, Theatertreffen der Jugend Berlin
- 2017: Dariusch Yazdkhastis Inszenierung von Nick Paynes Konstellationen erhielt beim NRW-Theatertreffen den Hauptpreis für die beste Inszenierung und den Publikumspreis für den Regisseur und die beiden Schauspielerinnen Christina Huckle und Thomas Wehling.[44]
- 2017/2018: Das Musical Das Molekül komponiert und geschrieben von Bielefelds Musical-Kapellmeister William Ward Murta, wurde in fünf Kategorien für den Deutschen Musical-Theaterpreis 2018 nominiert.
- 2022: „4x4“, Tanzabend nach den „Vier Jahreszeiten“ im Theater Heidelberg. Künstlerische Zusammenarbeit auf Initiative von Simone Sandrini mit Iván Pérez (Heidelberg), Stijn Celis (Saarländisches Staatsballett) und Roberto Scafati (Theater Trier).[45]
- 2022: Das partizipative Tanz- und Theaterprojekt Parallele Welten – Mixed Couples wird in der Kategorie Darstellende Künste mit dem Deutschen Amateurtheaterpreis ausgezeichnet.